# Emilio Rubbi
Emilio Rubbi (Bologna, 15 giugno 1930 – Bologna, 1º giugno 2005) è stato un economista e politico italiano, più volte sottosegretario in diversi governi degli anni ottanta e primi anni novanta.
Militò nella DC sino al suo scioglimento.

## Carriera politica
Iniziò il proprio impegno nel panorama politico nazionale nel 1956, ricoprendo il ruolo di amministratore de l'Avvenire d'Italia e dell'Azione Cattolica Italiana.
Iscritto alla Democrazia Cristiana, nel 1970 entrò nel Consiglio regionale dell'Emilia-Romagna. Nel 1976 venne eletto per la prima volta alla Camera dei deputati, dove fu rieletto nel 1979 e 1983. Fu eletto al Senato nel 1987. Nel 1993 fu nominato segretario amministrativo della DC, succedendo a Severino Citaristi.
Durante la sua esperienza parlamentare ricoprì i seguenti incarichi di governo:
- Governo Spadolini I (luglio 1981 - agosto 1982): sottosegretario di stato al Bilancio dal 3 giugno 1982 al posto di Giovanni Goria;
- Governo Spadolini II (agosto 1982 - dicembre 1982): sottosegretario al Bilancio e alla programmazione economica;
- Governo Goria (luglio 1987 - aprile 1988): sottosegretario alla Presidenza del Consiglio;
- Governo De Mita (aprile 1988 - luglio 1989): sottosegretario al Bilancio e alla programmazione economica. Dal 5 gennaio 1989 sottosegretario alla Presidenza del Consiglio;
- Governo Andreotti VI (luglio 1989 - aprile 1991): sottosegretario al Tesoro;
- Governo Andreotti VII (aprile 1991 - aprile 1992): sottosegretario al Tesoro.

Finita la sua attività parlamentare, fu presidente del Consorzio della Bonifica Renana, della Cassa di Risparmio in Bologna e degli Istituti Educativi di Bologna. Morì a Bologna nel 2005, all'età di 75 anni.